# Gaesbeek
Gaesbeek,,, en néerlandais Gaasbeek, est une section de la commune belge de Lennik située en Région flamande dans la province du Brabant flamand. C'était une commune à part entière avant la fusion des communes de 1977. Gaesbeek est visitée pour son château et son domaine.

## Démographie

### Évolution démographique
- Sources : INS, Rem. : 1831 jusqu'en 1970 = recensements, 1976 = nombre d'habitants au 31 décembre[5].

## Histoire
Jadis, la mairie de Gaesbeek comprenant 15 villages, faisait partie du Quartier de Bruxelles.